# Folus (Niwiska)
Folus – nieoficjalna część wsi Niwiska w Polsce położona w województwie podkarpackim, w powiecie kolbuszowskim, w gminie Niwiska.
W latach 1975–1998 miejscowość administracyjnie należała do województwa rzeszowskiego.